# Indische Badmintonmeisterschaft 1997/98
Die Indische Badmintonmeisterschaft der Saison 1997/1998 fand Anfang 1998 in Hyderabad statt. Es war die 62. Austragung der nationalen Titelkämpfe im Badminton in Indien.

## Finalergebnisse
| Disziplin    | Sieger                        | Finalist                         | Ergebnis    |
| ------------ | ----------------------------- | -------------------------------- | ----------- |
| Herreneinzel | Pullela Gopichand             | Abhinn Shyam Gupta               | 15-8, 15-11 |
| Dameneinzel  | Aparna Popat                  | Manjusha Kanwar                  |             |
| Herrendoppel | Rajeev Bagga Vinod Kumar      | Jaseel P. Ismail Vijaydeep Singh |             |
| Damendoppel  | Madhumita Bisht Sindhu Gulati | P. V. V. Lakshmi P. V. Sharada   |             |
| Mixed        | Vinod Kumar Madhumita Bisht   | Parag Modi Vijaya Shetty         |             |